# Johann Bernhard Bach
Johann Bernhard Bach (Erfurt, 23 mei 1676 - Eisenach, 11 juni 1749) was een Duits componist, organist en klavecinist. Hij was een achterneef van Johann Sebastian Bach: Johann Bernhards grootvader Johann(es) Hans (1604 Wechmar - 1673 Erfurt) was de oudste broer van Johann Sebastians grootvader Christoph (1613 Wechmar - 1661 Arnstadt). Johann Sebastians eerste vrouw Maria Barbara (1684-1720) was in diezelfde graad familie van haar echtgenoot en van Johann Bernhard: háár grootvader was de derde en jongste broer, Heinrich (1615 Wechmar - 1692 Arnstadt), stamvader van de "Arnstadt-tak".
Hij werd geboren in Erfurt en kreeg muzikaal onderricht van zijn vader Johann Aegidus Bach. In 1695 werd hij organist te Erfurt, vervolgens in Maagdenburg. Hij verving Johann Christoph Friedrich Bach als organist in Eisenach en ook in 1703 als klavecinist in het plaatselijke hoforkest.
Van Johann Bernhard Bachs orkestmuziek zijn slechts vier suites overgeleverd en wel in het handschrift van Johann Sebastian Bach. Deze meerdelige muziekstukken zijn gecomponeerd in de stijl van de orkestsuites van Georg Philipp Telemann.
- Suite No. 1 in g-kleine terts
- Suite No. 2 in G-grote terts
- Suite No. 3 in e-kleine terts
- Suite No. 4 in D-grote terts

Van zijn klavierwerken zijn enkele chaconnes en koraalbewerkingen overgeleverd.
Orgelwerken van Johann Bernhard Bach die bewaard gebleven zijn:
- 3 bewerkingen van Wir glauben all' an einen Gott
- Von Himmel hoch da komm ich her
- Jesus, nichts als Jesus
- Christ lag in Todesbanden
- Helft mir Gottes Güte preisen
- Allein auf Gott setz ich mein Vertraun
- Partita: (Koraal en 4 variaties): Du Friedefürst, Herr Jesu Christ
- Nun freut euch lieven Christen gmein
- Ciaconna in G
- Ciaconna in Bes (BWV Anh.82)

Zijn zoon Johann Ernst Bach volgde hem in 1749 op als organist te Eisenach.